# Henry H. Janzen
Henry H. Janzen (auch Heinrich Janzen; * 1. Oktober 1901; † 4. März 1975) war ein deutscher mennonitischer Missionar und Schriftsteller. Er arbeitete für die Radiomission „Quelle des Lebens“ in Darmstadt.

## Werke
- Jesu Rede über die letzte Zeit: ein Beitrag zum besseren Verständnis der Prophetie der Heiligen Schrift: Auslegung von Matthäus Kapitel 24 und 25: Jesu Rede auf dem Ölberg.
- Der Römerbrief, Winnipeg, Man.: Christian Press, 1975.
- Und ich sah …: eine Auslegung des Buches der Offenbarung: Radioansprachen. Darmstadt: Radiomission Quelle des Lebens, 1974.
- Bibel – Gottes Wort?: Radio-Ansprachen. Darmstadt: Quelle des Lebens – Radiomission, 1965.
- Die Mennonitische Brüdergemeinde: eine kurzgefasste Darstellung ihrer Geschichte, Lehre und Aufgabe in der Welt. Neuwied/Rhein (Wiedbachstr. 11): Mennonitische Brüdergemeinde, 1957.
- Glaube und Heiligung: eine schlichte Auslegung von 1. Petrus Kapitel 1–4 Vers 7: in Bibelstunden erklärt zur Stärkung, Aufmunterung und Freude des Volkes Gottes. Karlsruhe : H. Schneider, 1951.
- Die heutige Weltlage in biblischer Sicht. Basel: Druck und Versand: Buchdr. Haupt, 1957.
- Erfülltes Leben. Liestal: Quelle des Lebens, 1976.
- Worte des Lebens: Radioansprachen. Basel: Agape-Verlag, 1961.
- Von der Herrschaft des Geistes. Der Heilige Geist und sein Wirken. Giessen, Basel, Brunnen-Verlag 1968.

### Übersetzungen
- A brief outline study of the seven churches: Revelation chapters two and three. 1949
- The Mennonite Brethren Church: a brief presentation of its origin, doctrine, and objectives. Hillsboro, Kans.: Board of Christian Literature, General Conference of the Mennonite Brethren Churches, Abraham Ewell Janzen, 1965.